# Anna Durà Batlle
Anna Durà Batlle   (Barcelona, 1 de març de 1874 - Barcelona, 4 de març de 1948), coneguda amb el nom artístic d'Anna Aguilar, va ser una pianista i pedagoga catalana.
Va ser alumna de piano de Joaquim Malats, el seu espòs era el reconegut guitarrista Miquel Llobet, i tingué amistat i col·laboracions amb els pianistes Enric Granados i Isaac Albéniz. L’any 1893 va ser acceptada al Conservatori del Liceu amb la categoria de “maestrina”. El 1899 ascendí a professora titular de piano en la mateixa institució i Joan Viladomat fou alumne seu de 1906 a 1907.
A la darreria del segle xix, la parella Durà-Llobet va entrar en contacte amb l’inventor i constructor Baldomer Cateura, creador del piano-pédalier Cateura. Anna Aguilar s'especialitzà en la interpretació pianística amb aquest sistema que afegia quatre pedals als instruments estàndard per a possibilitar l’obtenció de diferents sonoritats.
L’any 1900 oferí diversos concerts presentant les possibilitats dels pianos modificats per Cateura. Als programes d’aquests esdeveniments destaca l'estrena de la peça Aparición, d’Enric Granados, i la interpretació d’obres barroques de J. S. Bach i D. Scarlatti.